# Alto Atlas
O Alto Atlas é uma subcordilheira que forma parte do Atlas marroquino. Conta com as maiores altitudes de todo o Norte de África, com a máxima cota no monte Jbel Toubkal (4 167 m). Se encontra com o oceano Atlântico na zona de Agadir.